# Корстен, Герард
Герард Корстен (африк. Gérard Korsten; род. 1960, Претория) — австрийский дирижёр и скрипач южноафриканского происхождения. Сын певца Ге (Герарда) Корстена.
Учился как скрипач в Кёртисовском институте музыки у Ивана Галамяна, затем в Зальцбурге у Шандора Вега. Здесь некоторое время занимал позицию концертмейстера в ансамбле «Зальцбургская камерата», затем в 1987—1996 гг. был концертмейстером Камерного оркестра Европы. Первой дирижёрской позицией Корстена стало руководство новосозданным Уппсальским камерным оркестром в 1993—1996 гг., затем в 1999—2005 гг. он возглавлял оперный театр в Кальяри, руководил также оперным театром в Претории, с 2005 г. главный дирижёр Симфонического оркестра Форарльберга. Наибольшее признание завоевал как оперный дирижёр, работавший на многих площадках Европы, в том числе в Ла Скала («Свадьба Фигаро» Вольфганга Амадея Моцарта была выпущена на DVD), на фестивале «Флорентийский музыкальный май», на Глайндборнском фестивале.